# Rebético

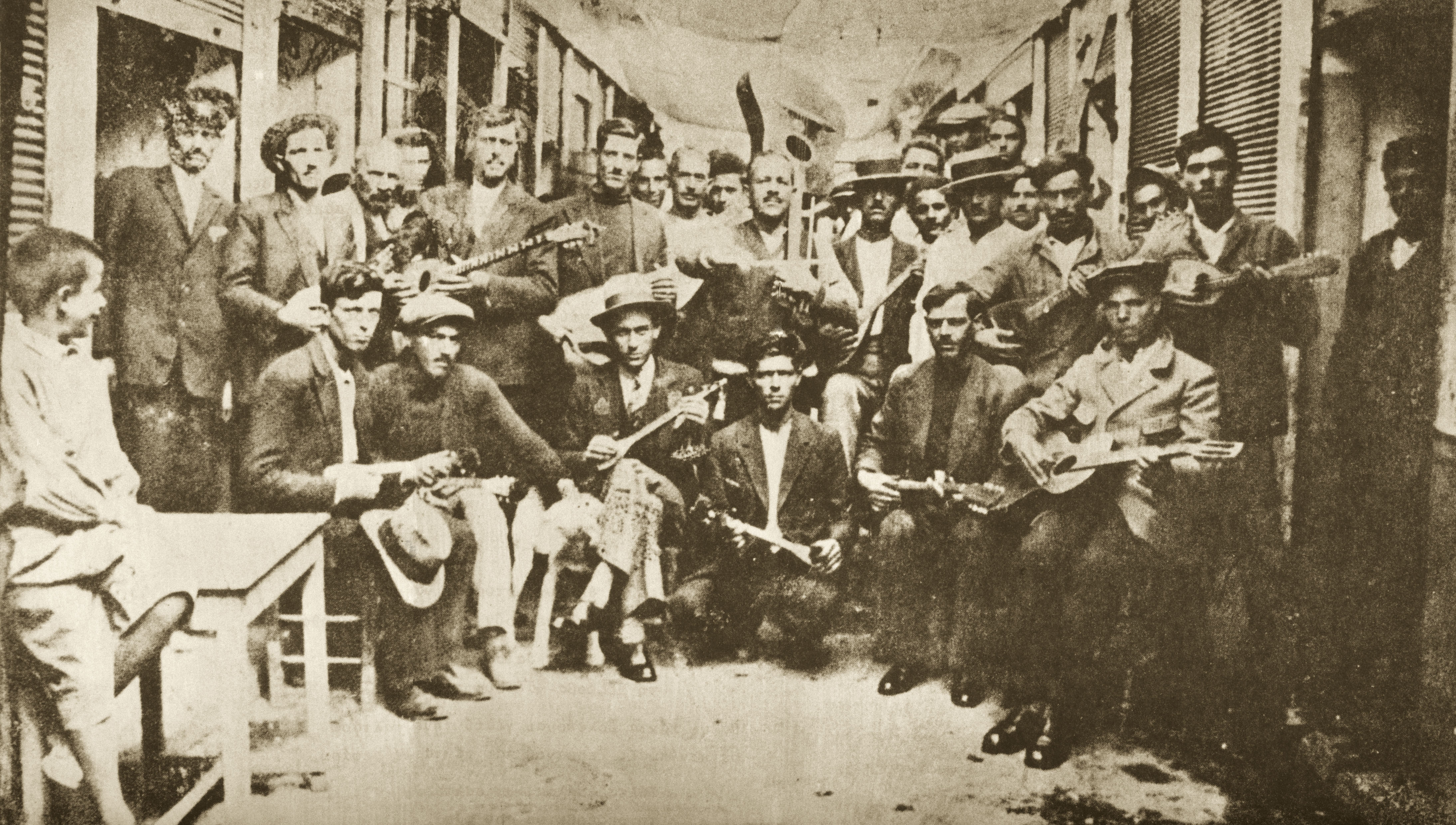
Rebético en El Pireo, 1933.

El rebético es un género musical griego cuyas raíces se encuentran en la música griega de mediados del siglo XIX de la costa occidental de Asia Menor y Constantinopla y que se desarrolló plenamente en los bajos fondos de las ciudades griegas ―principalmente El Pireo, Tesalónica y Siros―, tras la catástrofe de Asia Menor y la expulsión de la población griega.
- ρεμπέτικο, /rebétiko/[1]
- ρεμπέτικη μουσική, /rebétiki musikí/ (‘música rebética’).

La denominación tiene su origen en la palabra rebetis (griego: ρεμπέτης, /rebétis/), que designa justamente al hombre de los bajos fondos.
El rebético es frecuentemente comparado con géneros como el tango, el fado o el blues, por su origen marginal y su temática, generalmente relacionada con amores trágicos, pero también con temas como la droga, la cárcel y la vida marginal en general. La música rebética contiene una gran variedad de subgénereos, entre los cuales algunos de los más conocidos son el zeibékiko (ζεϊμπέκικο) y el jasápiko (χασάπικο).

## Historia
Ilías Petrópulos ―uno de los principales historiadores del rebético― divide la historia de la música rebética en tres periodos:
- 1922-1932: período en el que dominan los elementos de la música de Esmirna.
- 1932-1942: período clásico.
- 1942-1952: período de aceptación y popularización.

### Orígenes
La música rebética tiene sus orígenes a mediados del siglo XIX en dos tipos de música griega: en primer lugar la música tradicional de las ciudades costeras de Asia Menor y Constantinopla; en segundo lugar las canciones de presidio. Ambos estilos se encuentran en un tipo de local característico de ciudades como Esmirna o Constantinopla, los «cafés Amán» (griego: καφέ Αμάν). En estos locales, propios de los barrios marginales y relacionados con el consumo de alcohol y drogas, se presentaban actuaciones en vivo y constituyeron el crisol donde la música popular microasiática se mezcló con los elementos que serían propios del primer rebético: la prisión, el alcoholismo, el amor y el hachís.

### Período de predominio del elemento esmirní
En 1922 sucedió la llamada catástrofe de Asia Menor (guerra de Independencia turca), en la que Grecia perdió todas sus posesiones en Turquía y la población griega fue obligada a abandonar sus hogares, de acuerdo con el tratado de Lausana (Suiza) y los acuerdos de intercambio de población entre Grecia y Turquía. La población desplazada griega constituyó una inmensa masa humana de refugiados que en su mayoría se encontraron en la extrema pobreza y se establecieron en ciudades como Atenas, El Pireo y Tesalónica, trayendo con ellos sus tradiciones, su cultura y su música.
De la comunión entre la música microasiática y diversos elementos de la música tradicional griega, surgió el genuino rebético. En este período la temática de la música rebética gira fundamentalmente en torno al amor, a la delincuencia y a las drogas. La influencia de la música de Esmirna es tan abrumadora que, en ocasiones, resulta difícil distinguir entre genuino rebético y canción esmirní. Poco a poco, sin embargo, el rebético irá adquiriendo su propia personalidad.

### Período clásico
En 1932 se realizan las primeras grabaciones de música rebética en Grecia por Márkos Vamvakáris. En 1936 comienza la dictadura de Ioannis Metaxas que establece la censura. Toda la discografía con referencias a hachís, opio, etc. es prohibida. Se continúan, sin embargo, grabando canciones rebéticas con temática legal. Esta situación se mantiene hasta la Segunda Guerra Mundial, pues con la ocupación alemana de Grecia se prohíben todas las grabaciones. Sin embargo los emigrantes griegos de los Estados Unidos continúan con las grabaciones con temas ilícitos, apareciendo, además, una serie de nuevos estilos rebéticos propios de los emigrantes griegos de Estados Unidos con diversas influencias de la música popular americana.

### Período de aceptación y popularización
La figura principal del este periodo es Vasílis Tsitsánis. Tras la liberación de Grecia por los aliados la música rebética comienza a aproximarse a la música popular comercial y a alcanzar a un público menos marginal y más amplio. Paralelamente la temática del repertorio rebético abandona definitivamente los temas marginales y se centra en el amor y los problemas sociales. Aparecen nuevos cantantes como Sotiría Béllou.
La mayoría de los estudiosos consideran que a mediados de los años cincuenta, el rebético desaparece en su forma genuina y da paso a un tipo de canción ligera (griego λαϊκό τραγούδι, /laikó tragúdi/; literalmente ‘canción popular’) con raíces rebéticas, a la que se suele denominar arjontorebético (griego: αρχοντορεμπέτικου, /arjonto rebétikou/).
Comienzan entonces a publicarse estudios y antologías de música rebética, biografías de rebetis y nuevas grabaciones de temas clásicos. El μπουζούκι (buzuki), instrumento básico del género, se difunde enormemente en toda la música popular y comercial griega, aceptado por grandes compositores renovadores de la música popular griega como Míkis Theodorákis y Mános Hatzidákis. En la actualidad el rebético goza de gran reconocimiento académico y continuamente se realizan ediciones antológicas de todas las piezas del género.